# Johan IV av Brabant
Johan IV av Brabant, född 1403, död 1427, var regerande hertig av Brabant från 1415 till 1427. 